# Encounters at the End of the World
Encounters at the End of the World (en Latinoamérica: Encuentros en el fin del mundo) es una película documental de 2007 dirigida por Werner Herzog. La película estudia personas y lugares de la Antártida. Fue lanzada en América del Norte el 11 de junio de 2008 y distribuida por THINKFilm.

## Sinopsis
Herzog y el director de fotografía Peter Zeitlinger van a la Antártida para conocer gente que vive y trabaja allí y para capturar imágenes de lugares del continente. La narración en off de Herzog explica que su documental no será una película típica de la Antártida sobre pingüinos, sino que explorará los sueños de la gente y el paisaje. Comienzan en la estación McMurdo y entrevistan a algunos trabajadores de mantenimiento y apoyo, así como al geólogo Douglas MacAyeal. Viajan al lado de un campamento de focas cercano supervisado por el zoólogo Olav Oftedal. Luego se unen al productor de la película, el buzo de investigación Henry Kaiser en su campamento de buceo y entrevistan al biólogo celular Samuel Bowser y al zoólogo Jan Pawlowski. Kaiser y Bowser realizan un concierto de guitarra en la azotea.
Herzog y Zeitlinger regresan a McMurdo para realizar otras entrevistas y visitan la base original preservada de Ernest Shackleton. Después de algunas imágenes breves en el Polo Sur, Herzog entrevista al científico de pingüinos David Ainley. Esta filmación incluye una toma de un pingüino que marcha en la dirección equivocada, caminando hacia una muerte segura en el estéril interior del continente.
Herzog y Zeitlinger visitan el Monte Erebus y entrevistan a los vulcanólogos. Sigue una extraña secuencia que se filmó en túneles en las profundidades de la estación South Pole tallada en nieve y hielo. Diversos recuerdos, incluida una lata de caviar ruso y un esturión entero congelado, se colocan en estantes tallados en las paredes de hielo y se conservan con el aire extremadamente frío y seco. En la ladera del volcán, Herzog y Zeitlinger exploran cuevas de hielo formadas por fumarolas.
El equipo luego visita el lanzamiento de un globo de helio gigante utilizado en un proyecto de detección de neutrinos (ANITA) y realiza una entrevista al físico Peter Gorham. Concluye con algunas palabras filosóficas de un trabajador de mantenimiento y más imágenes de las cuevas de hielo de fumarolas y las inmersiones de Kaiser.

## Recepción
La película recibió críticas predominantemente positivas de los críticos. Desde el 7 de septiembre de 2013, el agregador de comentarios Rotten Tomatoes informó que el 94% de los críticos dieron a la película críticas positivas, basadas en 72 reseñas, con el consenso de que la película "ofrece un estudio conmovedor de la psique humana en medio de paisajes inquietantes". Metacritic informó que la película tuvo un puntaje promedio de 80 sobre 100, basado en 25 revisiones. El 22 de enero de 2009 fue nominada para un Premio de la Academia por mejor Largometraje Documental.